# Sem (Ariège)
Sem (okzitanisch gleichlautend)  ist eine Ortschaft und eine ehemalige französische Gemeinde mit 17 (Stand: 1. Januar 2022) im Département Ariège in der Region Okzitanien (vor 2016: Midi-Pyrénées). Sie gehörte zum Arrondissement Foix und zum Kanton Sabarthès. Die Bewohner nennen sich Sémois.
Mit Wirkung vom 1. Januar 2019 wurden die ehemaligen Gemeinden Vicdessos, Sem, Goulier und Suc-et-Sentenac zur Commune nouvelle Val-de-Sos zusammengeschlossen und haben in der neuen Gemeinde der Status einer Commune déléguée. Der Verwaltungssitz befindet sich im Ort Vicdessos.

## Geografie
Sem liegt etwa 22 Kilometer südsüdwestlich von Foix im Regionalen Naturpark Pyrénées Ariégeoises. Umgeben wird Sem von den benachbarten Ortschaften Vicdessos im Norden, Lercoul im Osten und Süden sowie Goulier im Süden und Westen.

## Bevölkerungsentwicklung
| Jahr                       | 1962 | 1968 | 1975 | 1982 | 1990 | 1999 | 2006 | 2013 |
| Einwohner                  | 20   | 13   | 17   | 16   | 14   | 19   | 34   | 24   |
| Quellen: Cassini und INSEE |      |      |      |      |      |      |      |      |

## Sehenswürdigkeiten
- Dolmen von Sem